# Preußisches Judenedikt von 1812

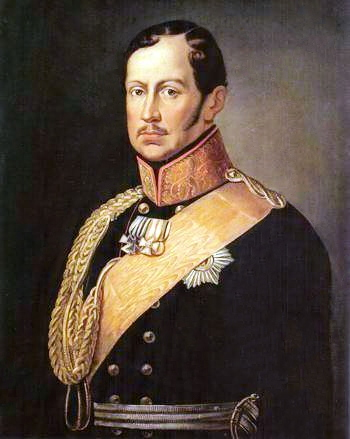
König Friedrich Wilhelm III. von Preußen

Mit dem Edikt betreffend die bürgerlichen Verhältnisse der Juden in dem Preußischen Staate vom 11. März 1812 wurden die in Preußen ansässigen Einwohner jüdischen Glaubens auf Antrag preußische Staatsbürger. Es löste das noch von Friedrich II. erlassene Revidierte General-Privileg von 1750 ab und gilt als wichtigster Schritt zur rechtlichen Gleichstellung der Juden in Preußen. Damit wurden die zu diesem Zeitpunkt dort wohnhaften und erwerbstätigen Juden juristisch nicht mehr als Fremde eingestuft und unterschieden sich bürgerrechtlich in weiten Teilen nicht mehr von den übrigen Untertanen. Das Edikt enthielt aber auch zu erfüllende Auflagen und empfindliche Einschränkungen, die in der Folgezeit noch verschärft wurden. Absicht und Ziel der rechtlichen Emanzipation war die vollständige soziale, kulturelle, wirtschaftliche und letztlich religiöse Assimilation der Juden. Das Edikt war nicht in allen Teilen Preußens gültig, so dass kein einheitliches Recht entstand. Es wurde nach mehreren Novellierungen am 23. Juli 1847 durch das Gesetz über die Verhältnisse der Juden ersetzt.

## Die Entstehung des Edikts

Freiherr vom Stein

Die Frage nach der bürgerlichen Gleichberechtigung der Juden war Teil einer größeren Reform in Preußen, das 1806 eine militärische Niederlage erlitten und im Frieden von Tilsit Gebiete abgetreten hatte, die es zuvor bei den Teilungen Polens annektiert hatte. Diese Niederlage war der Schlusspunkt im Niedergang des altpreußischen Ständesystems. Preußen unternahm nun eine umfassende Reform, worunter Wirtschaft, Agrarverfassung, Militär, Verwaltung und die Städteordnung fielen. Dabei sollte die Macht der Stände gebrochen und eine freie Staatsbürgerschaft eingeführt werden. Dazu gehörte auch die Gleichberechtigung der Juden. Ziel der Reform war es, den negativ als Wucherer stigmatisierten Juden zum nützlichen national verantwortlichen Besitzbürger und jüdisch-preußischen Staatsbürger zu machen.
Bereits 1808 waren die Juden kurzzeitig durch die Städteordnung in die Kommunalverwaltung einbezogen worden. Als Schutzjuden erhielten sie sogar das später wieder verwehrte aktive und passive Wahlrecht zu Ehrenämtern, konnten also Stadträte oder Stadtverordnete werden. Voraussetzung dafür war allerdings, so wie bei christlichen Bürgern auch, dass sie Grundbesitz vorweisen konnten oder selbständig ein Gewerbe ausübten. Dies entsprach der ständischen Ausrichtung des Stadtbürgerrechtes.
Ein früher Entwurf des Edikts, der von Heinrich Friedrich Karl vom Stein und Staatsminister Friedrich Leopold von Schrötter ausgearbeitet worden war, stellte ein Erziehungsgesetz dar, nach dem ein kleiner Kreis wohlhabender Juden in späteren Generationen auf dem Wege der beruflichen Umschulung alle staatsbürgerlichen Rechte erhalten könnte. Zunächst aber sollten sie vom Handel, dem Wirtschaftszweig, in dem sie besonders stark vertreten waren, ausgeschaltet werden. Stein und Schrötter konnten sich zu konkreten Maßnahmen nicht entschließen, da sie von Misstrauen und Antipathie bestimmt waren.
Demgegenüber plädierte Wilhelm von Humboldt nach dem Vorbild der Emanzipation in Frankreich für eine sofortige und vollständige staatsbürgerliche Gleichstellung, da ein allmählicher Abbau der Diskriminierung die Absonderung nur hervorheben würde. Er hielt einen radikalen Wandel für möglich, weil die Gleichstellung nur den „widernatürlichen Zustand“ aufhebt, sodass der „naturgemäße“ wieder zum Vorschein kommt. Er sah insgesamt die Notwendigkeit einer radikalen Reform in Preußen zur Hebung der allgemeinen Wohlfahrt, forderte die Trennung von Staat und Kirche und die Möglichkeit für die Bürger, ihre Religion frei zu wählen.
In seinem Entwurf zu einer neuen Konstitution für die Juden hatte Humboldt 1808 zunächst die Ursachen der Sonderstellung der Juden untersucht und daraus das Programm abgeleitet: Juden sollten durch „Verschmelzung“, „Zertrümmerung ihrer kirchlichen Form“ und „Ansiedelung“ von ihrem „Nationalcharakter“ befreit werden, den Humboldt durch Absonderungsstreben der männlichen Juden aus ihrem Umfeld, durch die „kirchlich-politische Verfassung, die die Religion [in ihrer reinen Beschaffenheit] fast ganz als Null reduziere“ und eine nomadisierende Lebensweise erklärt. Ziel ist „daß jeder, der nicht in religiöser Hinsicht danach zu fragen hat, ungewiß bleibe, ob jemand Jude sey oder nicht“. Am schwersten fand Humboldt die Überwindung der religiösen Besonderheit der Juden. Er hielt die rechtliche Gleichstellung nicht für ausreichend, diese unmittelbar zu erreichen, erwartete aber nach einer Phase des Judentums als „bloßer Religion“ die Konversion als Abschluss einer naturnotwendigen Entwicklung durch die Einsicht in die Wertlosigkeit der veräußerlichten religiösen Überzeugungen: „Die Individuen werden gewahr werden, dass sie nur ein Zärimonial-Gesetz und eigentlich keine Religion hatten, und werden, getrieben von dem angeborenen menschlichen Bedürfniß nach einem höhern Glauben, sich von selbst zu der christlichen wenden.“ Zu dieser Entwicklung empfahl Humboldt, „Schismen“ in der Religion zu „befördern“, was die Entstehung einer Orthodoxie verhindere und dazu beitrage, dass die kirchliche Hierarchie „von selbst zerfällt“.
Freiherr Karl August von Hardenberg, der 1810 zum Staatskanzler berufen worden war, konnte schließlich König Friedrich Wilhelm III. einen progressiven Gesetzentwurf zur Genehmigung vorlegen, den dieser aber noch in zwei Punkten einschränkte: in der Zulassung zu Staatsämtern und in der Frage der Militärpflicht. Der Gesetzesentwurf war von der französisch beeinflussten Gesetzgebung im Königreich Westphalen inspiriert.

## Inhalt und Reichweite des Edikts
Das Edikt hob das Schutzverhältnis der Juden auf, machte sie zu Staatsbürgern, gewährte ihnen weitgehende Niederlassungs-, Handels- und Gewerbefreiheit. Juden konnten sich erstmals fast im gesamten preußischen Gebiet frei bewegen, beinahe jedes Gewerbe frei wählen und ohne obrigkeitliche Kontrolle Grundbesitz erwerben. Fast alle Sonderabgaben fielen weg.
Allerdings konnten die Staatsbehörden einzelnen Juden das neue Staatsbürgerrecht wieder entziehen. Es erstreckte sich auch nicht auf die Zulassung der Juden zum Offizierskorps, zur Justiz und zur öffentlichen Verwaltung, sondern verwies diese Zulassungen auf Einzelfälle und eine spätere Gesetzgebung. Hinsichtlich der Militärdienstpflicht wurden Juden und Christen zunächst formalrechtlich gleichgestellt.
Die Einschränkungen hatten auch zur Folge, dass allen jüdischen Kriegsinvaliden die Anstellung im Behördendienst verweigert wurde, die sonst allen Kriegsbeschädigten zustand.

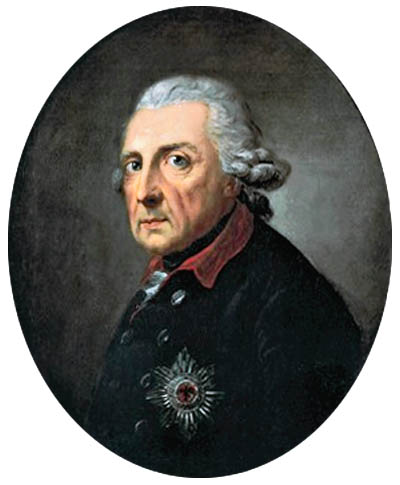
König Friedrich der Große

Alle älteren preußischen Vorschriften, die sich mit den Rechtsverhältnissen der Juden befassten, wurden aufgehoben, insbesondere das Revidierte General-Privileg Friedrichs des Großen von 1750, das ihren Schutzstatus festgelegt hatte. Für die Juden galt nun wie für alle anderen preußischen Untertanen das Allgemeine Preußische Landrecht.
Das Edikt hob auch die teilweise Autonomie der jüdischen Gemeinden auf: Die Juden wurden aus der richterlichen und vormundschaftlichen Gewalt der Rabbiner und Ältesten entlassen, sie hatten ihrer Gemeinde gegenüber nur noch finanzielle Verpflichtungen. Auf abweichende religiöse Bräuche, wie die Form der Eheschließung oder die der Eidesleistung, wurde Rücksicht genommen.
Das Edikt war mit einigen Auflagen verbunden. Die Juden mussten sich zum Erwerb des preußischen Staatsbürgerrechts verpflichten, sich bei den Polizeibehörden anmelden und binnen sechs Monaten feste Familiennamen annehmen. Damit wurde eine geordnete Matrikelführung ermöglicht. Im Wirtschaftsleben mussten sie die deutsche oder eine andere lebende Sprache verwenden und durften Unterschriften nicht in hebräischer, sondern nur in deutscher oder lateinischer Schrift leisten.
Außerdem blieb die Gültigkeit des Edikts auf die Landesteile, die im Jahre 1812 zu Preußen gehörten, beschränkt: Brandenburg, Pommern, Westpreußen (außer im Culmer Land rechts von der Weichsel), Ostpreußen und Schlesien. In den nach dem Wiener Kongress hinzugewonnenen Gebieten, z. B. dem Großherzogtum Posen, fand es keine Anwendung, auch nicht in den von Preußen neu erworbenen Gebieten, die vormals sächsisch (Lausitz) oder schwedisch (Vorpommern) gewesen waren. In allen diesen Landesteilen, die unter französischem Einfluss rechtliche Veränderungen eingeführt hatten, wurde wieder die vor der Franzosenzeit geltende Rechtslage verbindlich.
Für „fremde Juden“, also neu einwandernde Juden, galt das Edikt nicht. Sie brauchten eine besondere Genehmigung, um sich in Preußen niederlassen zu dürfen.

## Umsetzung des Edikts
Bei der polizeilichen und richterlichen Umsetzung des Edikts wurden strenge Maßstäbe angelegt und zeigen noch 1834 im Handbuch von Zeller eine deutliche erzieherische Absicht. Michal Szulc und andere Historiker weisen in ihren Forschungsarbeiten nach, dass Beamte die Bestimmungen restriktiv auslegten.
Staatsbürgerschaft, Bedingungen
Die Geltung des Edikts wurde auf die dauerhaft sesshaften und am Wohnort erwerbstätigen Juden beschränkt. Alle anderen „unvergeleiteten“ Juden, besonders die Wohnsitzlosen und die sich nicht durch eigenes Einkommen erhalten konnten, wurden, soweit möglich, ausgewiesen. Die Geburt innerhalb Preußens galt nicht als Kriterium der Staatsbürgerschaft, auch nicht eine frühere Ansässigkeit oder direkte Verwandtschaft mit einem eingebürgerten Juden. Die Staatsbürgerschaft musste innerhalb von festgelegten Fristen beantragt werden. Die Pflicht des Nachweises der Aufnahmebedingungen lag beim Antragsteller.
Bedingungen waren im Einzelnen:
- völlige Unbescholtenheit des Lebenswandels,
- Fähigkeit und Verpflichtung zum Gebrauch der deutschen Sprache in Wort und Schrift,
- Annahme eines bestimmten Familiennamens,
- beständiger Wohnsitz,
- ausreichender Lebensunterhalt durch eine Wissenschaft, Kunst, Landwirtschaft, städtisches Gewerbe oder Kapitalvermögen oder ersatzweise „patriotisches Verhalten“ (in den Freiheitskriegen).

Erwerbstätigkeit
Bei der Erwerbstätigkeit wurden ortsansässige Gewerbe und Redlichkeit hervorgehoben, wodurch Formen des Handels und Handwerks, die im „Umherziehen“ ausgeübt wurden, ausgeschlossen waren. Die jüdischen Korporationen waren verpflichtet, dafür zu sorgen, dass jedes Kind einen Beruf in Wissenschaft, Handwerk, Landbau oder einen „Handel von festen Verkaufsplätzen aus“ erlernte. Besonders den Juden auf dem Lande wurde durch § 13 vorgeschrieben, dort nur den „Handel zu treiben“, den auch die anderen (Christen) ausübten.
Vermögensaufsicht
Die Aufsicht über das Vermögen der jüdischen Gemeinden lag beim Staat.
Schulaufsicht
Im Religionsunterricht durften nur staatlich zugelassene Lehrer eingesetzt werden. Auch an jüdischen Schulen musste die Unterrichtssprache Deutsch sein.
Namensrecht
Bei der Vergabe von Vor- und Nachnamen sollten die Regierungen darauf achten, dass die bisherigen jüdischen Namen beibehalten wurden. Nach Peter Waldbauer wurden keine diskriminierenden Namen verordnet; der neue Vor- und Nachname habe weitgehend frei gewählt werden können, sei den Namensträgern aber weitgehend gleichgültig gewesen. In Berlin wählten von 1633 Haushalten nur 325 gänzlich neue Namen, auch der Name Moses wurde weitgehend beibehalten. Nach Dietz Bering gab es demnach keine „Massenflucht aus hebräischen Namen“, denn zwei Drittel blieben im bisherigen Namensbereich, nur eine geringe „Absetzbewegung“ von Namen wie Hirsch, Levy, Salomon und Isaack sieht Bering als gegeben an. Durch die Annahme von festen Familiennamen wurde nach Berings Darstellung aber auch das frühere kollektive Selbstbewusstsein der jüdischen Gemeinschaft zugunsten der fragmentierten Familiengruppe beeinflusst. Die Bezeichnung Jude, die früher bei der Namensnennung üblich war, wurde abgeschafft. Man stellte sich mit Namen und Gewerbe vor.
Nach der indignierten Reaktion des preußischen Königs auf den Wunsch des Markus Lilje aus Gardelegen, seinem Sohn 1816 die christlichen Vornamen des Königs zu verleihen, wurden christliche Vornamen seltener akzeptiert. In einer Ordre von 1836 wurde ausdrücklich untersagt, den Kindern christliche Namen zu geben, was allerdings in vielen Fällen der Überschneidung von christlicher und jüdischer Namenstradition schwer zu entscheiden war, wie etwa bei „Maria“ oder „Joseph“. 1841 wurde die Ordre insofern modifiziert, als ausdrücklich auf das Christentum verweisende Namen wie Christoph zu vermeiden waren.
Erwerb und Verlust der Staatsbürgerschaft
Die Staatsbürgerschaft konnte durch einen ausländischen Juden nur erworben werden, wenn ein besonderes öffentliches Interesse bestand, also wenn er eine gemeinnützige Kunst erlernt hatte oder als Gewerbetreibender ein Mindestvermögen besaß, außerdem Deutsch sprach und schrieb und unbescholten war. Die Eheschließung mit einem Inländer begründete per se keine Staatsbürgerschaft. Russische Juden hatten grundsätzlich kein Recht, einen Wohnsitz in Preußen zu nehmen.
Einreisebeschränkungen
Besonders detailliert waren die Maßnahmen zur Verhinderung des „Einschleichens fremder Betteljuden“ dargestellt, in denen man eine Gefahr für die öffentliche Sicherheit durch Vagabundieren und Hausieren sah. Jeder inländische Jude, der illegal eingereiste Juden unterstützte, wurde bestraft und konnte im Wiederholungsfall die Staatsbürgerschaft verlieren. Auch die „Einnistung“ von ausländischen Juden durch Anstellung in jüdischen oder auch christlichen Haushalten und Betrieben wurde für gefährlich gehalten.
Eheschließung
Ein Jude konnte eine ausländische Jüdin nur heiraten, wenn diese mindestens 500 Taler Vermögen mitbrachte.
Militärdienst
Freiwilliger Militärdienst war möglich und befreite von der Militärsteuer (Rekrutengeld).
Zugang zu Ämtern
Auch die naturalisierten Juden blieben, solange sie ihren Glauben beibehielten, nach § 9 des Edikts weiterhin von den Staats- und Verwaltungsämtern ausgeschlossen und konnten keine Abgeordneten werden, auch nicht in den Kommunalvertretungen.

## Die Bedeutung des Edikts
Das Edikt galt in seiner Konzeption den Zeitgenossen als weitgehende Verwirklichung aufklärerischer Emanzipationsideen. Hardenberg sah die alte Ständegesellschaft als überholt an und begriff den Staatsbürger als citoyen, als politischen Aktivbürger. Das Edikt emanzipierte den Juden aber lediglich als nützlichen „homo oeconomicus“, als „bourgeois“ oder Wirtschaftsbürger und enthielt ihm aus religiösen Gründen die entscheidende politische Gleichstellung vor.
Die Juden hatten nun in privatrechtlicher Hinsicht eine weitgehende formaljuristische Gleichstellung erreicht, die Ausübung ständischer politischer Rechte wurde ihnen aber – ebenso wie anderen Nichtchristen – weiterhin vorenthalten. Obwohl damit das Edikt hinter dem Prinzip „gleiche Rechte bei gleichen Pflichten“ zurückgeblieben war, wurde es von einem großen Teil der Juden mit Begeisterung aufgenommen, vor allem von den Teilen des Reformjudentums, das sich in diesen Jahren entwickelte und das in der Assimilation an die deutsche Kultur die Zukunft des modernen Judentums sah. Schreiben wurden von den Gemeinden von Berlin, Königsberg und Potsdam an Hardenberg und den König gerichtet, in denen für das „Geschenk des Vaterlandes“ tiefste Dankbarkeit bekundet wurde. An den preußischen Freiheitskriegen gegen die napoleonische Herrschaft, die im folgenden Jahr begannen, nahmen Juden in großer Zahl teil.
Mit diesem Edikt von 1812 gehörte Preußen zu den Staaten mit „unvollständiger Judenemanzipation“, anders als die Territorien, die dem napoleonischen Kaiserreich zeitweise eingegliedert waren, wie die linksrheinischen Gebiete, oder als die französischen Satellitenstaaten, das Königreich Westphalen, das Großherzogtum Berg oder das Großherzogtum Frankfurt.
In der Beurteilung des Emanzipationsgehalts des Edikts, das den Begriff Emanzipation nicht enthielt, herrscht in der Forschung keine Einigkeit. Ziel war die Amalgamierung oder Verschmelzung der Juden mit der Gesamtbevölkerung, keine Akzeptanz der jüdischen religiösen Besonderheiten.
Erst 1847 wurde mit dem preußischen Judengesetz eine privatrechtlich noch größere Rechtsgleichheit in allen preußischen Landesteilen, auch in den im Wiener Kongress an Preußen zurückgegebenen Provinzen, hergestellt. In der Provinz Posen sollte es aber auch dann noch zunächst bei der Unterscheidung von zwei jüdischen Klassen bleiben. Die Zulassung zu Ämtern, zu Offiziersstellen und zum Lehramt an der Universität blieb weiterhin beschränkt.
Schließlich hob das Emanzipationsgesetz des Norddeutschen Bundes 1869 „alle noch bestehenden Beschränkungen der bürgerlichen und staatsbürgerlichen Rechte“, die aus der Verschiedenheit der religiösen Bekenntnisse hergeleitet wurden, auf. Damit war die Emanzipation der Juden zwar formaljuristisch vollständig hergestellt, im Alltag aber noch nicht sozial verwirklicht, zumal die antisemitische Bewegung gerade mit der Vollendung der Emanzipation einsetzte und sich immer weiter verstärkte.